# 造船疑狱

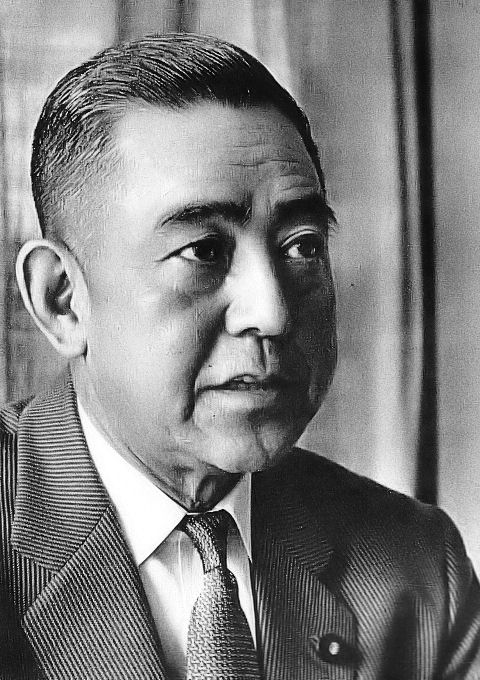
佐藤荣作收賄後垮台

造船疑獄（日语：／ Zōsengigoku */?），1954年发生于日本的丑闻事件，與昭和电工事件、洛克希德事件、瑞可利事件並列日本战后四大丑闻。此事件直接导致吉田茂内阁倒台。

## 历史
事件起源于1954年，日本為了扶植戰後經濟，有議員決定提案讓造船业界在銀行融資時得到利息減免。
为了通过一项法案，造船业界遊說團向首相吉田茂的亲信、自由党干事长佐藤荣作等人行贿2000万日元（以當時幣值算是鉅款）事件被曝光。同年4月，吉田茂通过法务大臣犬养健向检察总长佐藤藤佐發出“不得逮捕佐藤荣作”的指示，勉强保住了吉田政权。但吉田茂因此名誉扫地，法务大臣犬养健在发出指示后即被迫辞职。11月24日，自由党的鸠山派、岸派和改进党联合组成日本民主党，共同攻击吉田政权。同时左、右日本社会党以“鸠山上台后应尽快解散国会”为条件，与民主党共同倒阁。12月7日，吉田内阁被迫总辞职，吉田茂的亲信绪方竹虎接任自由党总裁，而鸠山一郎出任新一任首相。执政7年又2个月的吉田茂下台、退出政界。